# 克拉克帆船

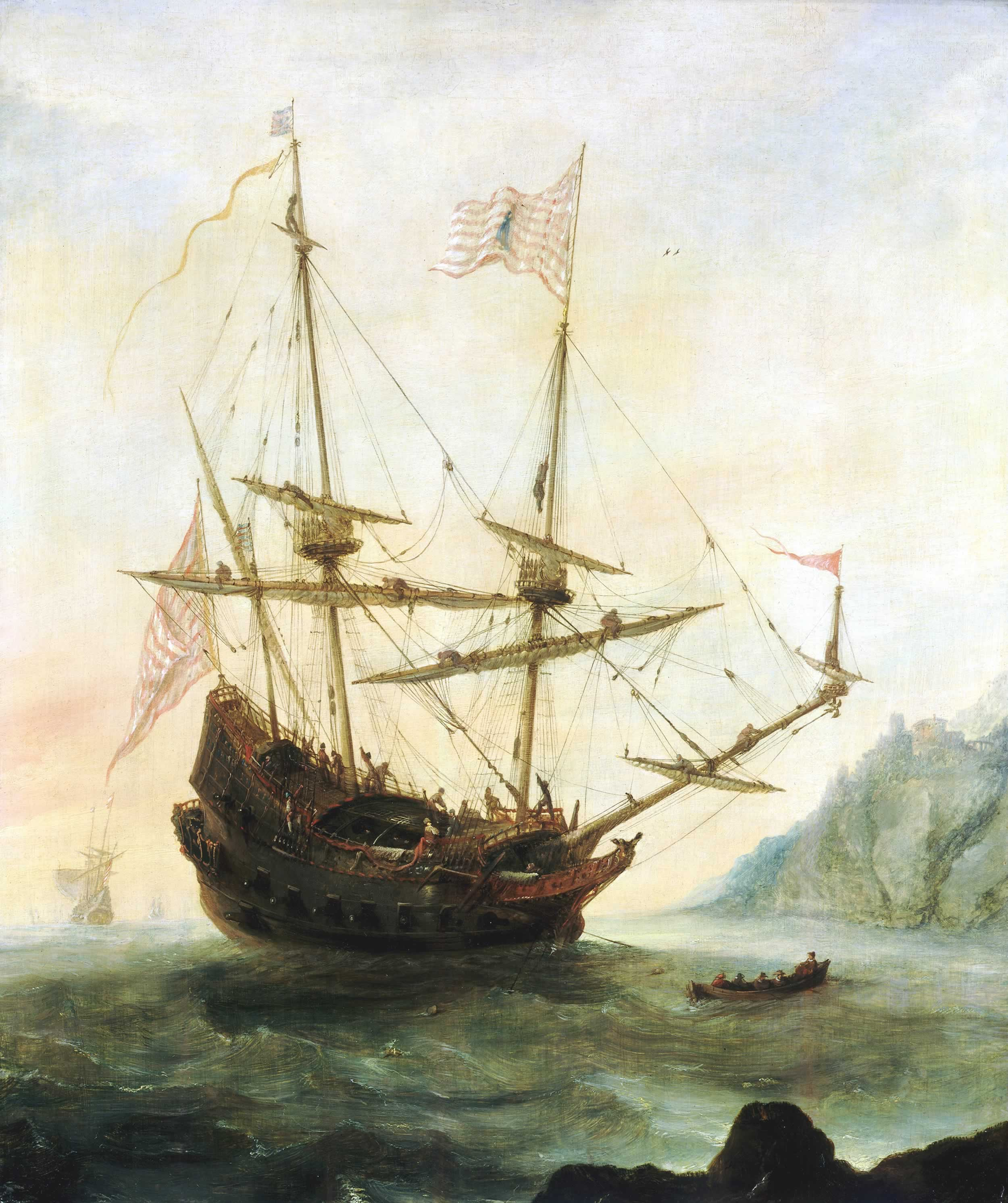
航海家哥倫布的克拉克帆船－圣玛利亚号

克拉克帆船（英語：carrack），又譯卡拉克帆船或卡瑞克帆船，為一款在15世紀盛行於地中海的三桅或四桅的帆船。它的特徵就是其巨大的弧形船尾，以及船首的巨大斜桅。而它在前桅及中桅裝配了數張橫帆，後桅則配上一面三角帆。
克拉克帆船是歐洲史上第一款用作遠洋航行的船艦，這是因為它的龐大體積能夠在汪洋大海中保持穩定；此外，它被劃分大量空間，得以擺放足夠遠洋航行的物資。西班牙和葡萄牙兩個海上強權就是在15至16世紀期間使用這種帆船來進行遠洋探險，並建立了一個又一個的殖民地。在法國，這種船被稱為或，而西班牙和葡萄牙則皆稱為（意思都是「船」）。

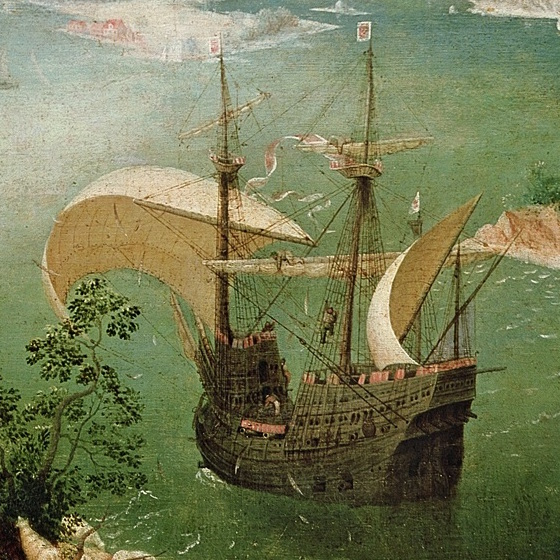
老彼得·勃鲁盖尔畫中的克拉克帆船

## 由來
「克拉克」這一個名稱最早可以追溯至中世紀傳入歐洲的阿拉伯語，以及希臘文一詞（即「駁船」之意），當時的歐洲人以之來把新研發的大型帆船命名。大約在1300年，歐洲人改良了當時往來地中海的柯克帆船，由一桅增加至三至四桅。此外，人們也在它身上增加了船首斜桅，以及減低的艉樓的高度，令它更便於在海戰發揮威力。後來在16世紀初，它更被安裝了多層的甲板，以便於安裝更為巨大的炮座，增加威力。而克拉克帆船的改良更為海上戰爭帶來了新元素，海上戰爭不再單是兩船間短兵相接及弓箭互發的模式，而轉變為更具威力的炮戰，亦引伸出後來戰列艦的形成。而克拉克帆船精良的裝備亦令歐洲殖民者得以進佔多個地區，建立海上霸權，主宰整片海洋。

## 優點
- 擁有充足的船艙以擺放貨物、物資及容納水手。
- 能抵受來自體型較小船隻的攻擊。
- 能夠實現遠洋航行。
- 船上的四桅上掛有三角帆及橫帆，這足夠提供動力令船隻航行速度增加，即使逆風時也無礙航行。
- 具備的多層甲板可以安放重型火炮，亦便於發射並排的側舷火炮，增加船隻威力。

可是，當遇上強風時，它那龐大的體積亦會容易出現重心傾斜，令船隻坍塌。

## 著名的克拉克帆船

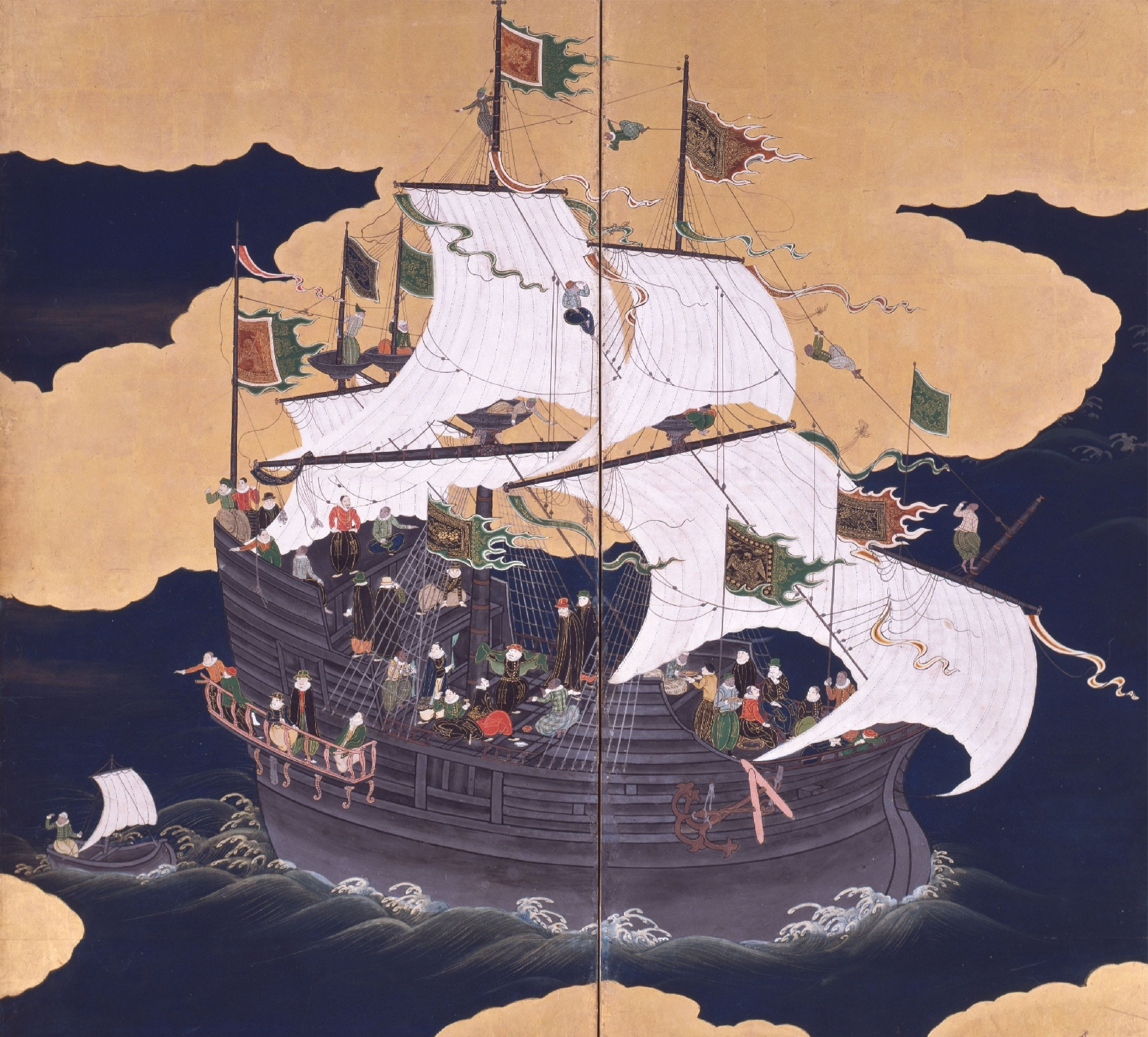
西元17世紀在日本長崎市海域航行的葡萄牙克拉克帆船

- 大密歇尔号（Great Michael）：蘇格蘭製的克拉克帆船，當時歐洲最大型的帆船。
- 瑪丽玫瑰号（Mary Rose)及上帝的恩宠亨利号（Henri Grâce à Dieu）：英王亨利八世下令建造的兩首旗艦，亦是英格蘭王國開始成為海上軍事強權的標誌。
- 圣安娜号（Santa Anna）：由十字軍騎士團之一的聖約翰騎士團所建造的克拉克帆船，第一艘具有重裝甲的帆船。
- 圣卡塔琳娜号（Santa Catarina）：原為葡萄牙製造的克拉克帆船，但在西元1603年被荷兰东印度公司所搶奪。
- 圣玛莉亚号（Santa Maria）：航海家哥倫布探索美洲新大陸時所使用的旗艦。
- 圣安东尼奥号（San Antonio）：葡萄牙製造的克拉克帆船，為葡萄牙國王若昂三世的個人艦隻，西元1527年失事沉沒。
- 维多利亚号（Victoria）：史上第一首完成環球航行的船隻。西元1519年8月10日，由麥哲倫率領，連同維多利亞號在內的五艘船由西班牙港口塞維利亞出發，開始向西航行。在回程中麥哲倫不幸被殺，只剩下維多利亞號獨自回到西班牙。

## 退出
在16世紀末，克拉克帆船已經進一步演變成蓋倫帆船而漸漸沒落於航海歷史。然而，它卻促成了歐亞之間的海上交通，以及震動整個歐洲的大航海時代，為世界交通發展史寫下光輝的一頁。克拉克帆船持續被使用至十七世紀。